# 波拉德印鈔公司
波拉德印鈔公司（英語：Pollard Banknote）全名為波拉德鈔票收益型基金（英語：Pollard Banknote Income Fund），起源於1907年加拿大中部的温尼伯。自1970年代，該公司轉型防伪印刷服務，包括生產邮票、股票、债券和刮刮樂等，也是全球第二大的刮刮樂製造廠商。